# Лебедин
Лебедин (укр. Лебедин) град је Украјини у Сумској области. Према процени из 2012. у граду је живело 26.260 становника.

## Становништво
Према процени, у граду је 2012. живело 26.260 становника.
| 1979.  | 1989.  | 2001.  | 2012.  |
| ------ | ------ | ------ | ------ |
| 29.580 | 32.355 | 28.948 | 26.260 |